# Vernon Howe Bailey's Sketchbook of Boston
Jingles the mad

## Produzione
Il film fu prodotto dalla Essanay Film Manufacturing Company.

## Distribuzione
Distribuito dalla General Film Company, il film - un cortometraggio di una bobina - uscì nelle sale cinematografiche USA il 14 aprile 1916.